# Xã Marquette, Quận Marquette, Michigan
Xã Marquette (tiếng Anh: Marquette Township) là một xã thuộc quận Marquette, tiểu bang Michigan, Hoa Kỳ. Năm 2010, dân số của xã này là 3.905 người.